# Banksia marginata
Banksia marginata är en tvåhjärtbladig växtart som beskrevs av Antonio José Cavanilles. Banksia marginata ingår i släktet Banksia och familjen Proteaceae. Inga underarter finns listade i Catalogue of Life.